# Zosterops novaeguineae
El anteojitos papú (Zosterops novaeguineae) es una especie de ave paseriforme de la familia Zosteropidae endémica de Nueva Guinea y las islas Aru.